# Gasa

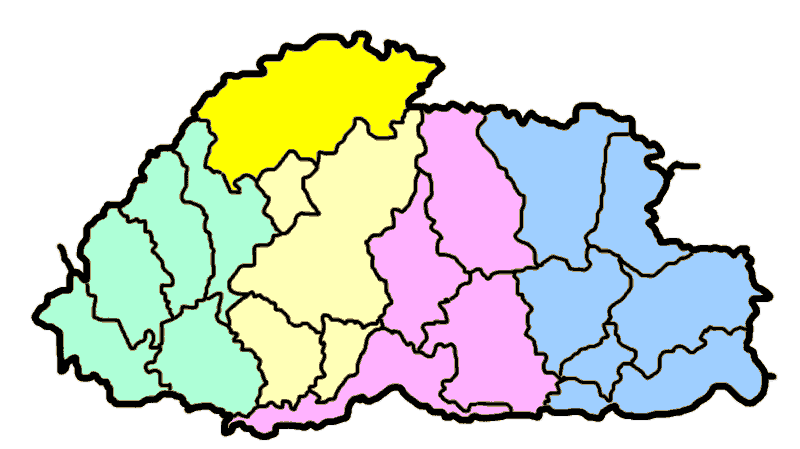
Districtul Gasa

Gasa este un district din Bhutan. Are o suprfață de 4.940 km2 și o populație de 4.800 locuitori. Districtul Gasa este divizat în 4 municipii.